# Таясові
Tayassuidae — родина ссавців підряду Свиновидих, що мешкають в Південній та Центральній Америці.

## Склад родини
родина Tayassuidae
- рід Catagonus
  - вид Catagonus wagneri
- рід Pecari
  - вид Pecari tajacu (також Pecari maximus — можливий вид)
- рід Tayassu
  - вид Tayassu pecari

## Морфологія
Голова і тіло довжиною 750-1112 мм, а довжина хвоста становить 15-102 мм. Tayassuidae мають тільки 6-9 хребців хвоста, а у Suidae 20-23. Хутро щетинисте, є грива з довгого, жорсткого волосся на середній спинній лінії від маківки до крижів. Форма тіла свиноподібна, але ноги довгі й тонкі і копита малі. Є чотири пальці на передніх ступнях, з них двоє бічних, скорочених і вони не торкаються землі. Є два функціональних пальці на задніх ступнях. Існує рудиментарний, середній палець на зворотному боці задніх ступнів у Pecari і Tayassu, але не в Catagonus. Третя і четверта кістки ступні, які повністю відокремлені в Suidae, об'єднані в своїх проксимальних кінцях у Tayassuidae, як у жуйних. Рило таке ж, як в Suidae: подовжене, рухливе і хрящовове з майже голою кінцевою поверхнею, на якій розташовані ніздрі. Вуха овальні і підняті. Всі роди мають запахові залози близько 75 мм в діаметрі на крупу перед хвостом. Шлунок двокамерний і нежуйний, але складніший, ніж у Suidae. Самиці Pecari і Tayassu мають дві пари молочних залоз, в той час як самиці Catagonus чотири пари. 
Зубна формула: I 2/3, C 1/1, P 3/3, M 3/3 = 38. Верхні ікла утворюють бивні, але вони спрямовані вниз, а не назовню або вгору, як в Suidae, і вони менші, ніж у свиней, їх середня довжина — близько 40 мм. Існує простір між іклами і премолярами. Премоляри і моляри утворюють безперервний ряд зубів, поступово збільшуючись у розмірах від першого до останнього. Останній премоляр майже такий складний, як корінні зуби. Моляри мають квадратні коронки з чотирма вістрями.

## Часовий діапазон
Геологічним діапазоном Tayassuidae є ранній олігоцен — кінець міоцену в Європі, середній міоцен — ранній пліоцен в Азії, міоцен в Африці, ранній олігоцен — дотепер у Північній Америці і кінець пліоцену — дотепер в Південній Америці. Пізньоплейстоценовий рід Platygonus, який був значно більший, ніж сучасні роди, очевидно, зустрічався по всій території США близько 12.000 років тому.

## Класифікація родини разом з викопними таксонами
Родина Tayassuidae
- -     - рід †Albanohyus (Ginsburg 1974)
    - рід †Antaodon (Ameghino 1886)
      - вид †Antaodon cinctus (Ameghino 1886)

    - рід †Cynorca (Cope 1868)
      - вид †Cynorca hesperia (Marsh 1871)
      - вид †Cynorca occidentale (Woodburne 1969)
      - вид †Cynorca sociale (Marsh 1875)
- підродина †Doliochoerinae (Simpson 1945)
  - триба †Doliochoerini (Simpson 1945)
    - рід †Barberahyus (Golpe-Posse 1977)
    - рід †Pecarichoerus (Colbert 1933)
      - вид †Pecarichoerus orientalis (Colbert 1933)

    - рід †Lorancahyus (Pickford and Morales 1998)
      - вид †Lorancahyus daamsi (Pickford and Morales 1998)
      - вид †Lorancahyus hypsorhizus (Pickford and Morales 1998)

    - рід †Floridachoerus (White 1941)
      - вид †Floridachoerus olseni (White 1941)

    - рід †Macrogenis (Wright 1993)
      - вид †Macrogenis crassigenis (Gidley 1904)

    - рід †Odoichoerus (Tong and Zhao 1986)
      - вид †Odoichoerus uniconus (Tong and Zhao 1986)

    - рід †Prosthennops (Gidley 1904)
      - вид †Prosthennops niobrarensis (Colbert 1935)
      - вид †Prosthennops serus (Cope 1877)
      - вид †Prosthennops xiphodonticus (Barbour 1925)

    - рід †Selenogonus (Stirton 1947)
      - вид †Selenogonus narinoensis (Stirton 1947)
- підродина Tayassuinae (Palmer 1897)
  -     - рід †Argyrohyus (Kraglievich 1959)
    - рід †Brasiliochoerus (Rusconi 1930)
    - рід Catagonus (Ameghino 1904)
      - вид †Catagonus brachydontus (Dalquest and Mooser 1980)
      - вид Catagonus wagneri (Wetzel 1975)

    - рід †Dyseohyus (Stock 1937)
      - вид †Dyseohyus fricki (Stock 1937)

    - рід †Egatochoerus (Durocq 1994)
    - рід †Hesperhys (Douglass 1903)
      - вид †Hesperhys antiquus (Marsh 1870)
      - вид †Hesperhys ferus (Loomis 1910)
      - вид †Hesperhys pinensis (Matthew 1907)
      - вид †Hesperhys vagrans (Douglass 1903)

    - рід †Mylohyus (Cope 1869)
      - вид †Mylohyus elmorei (White 1942)
      - вид †Mylohyus floridanus (Kinsey 1974)
      - вид †Mylohyus fossilis (Leidy 1860)
      - вид †Mylohyus longirostris (Thorpe 1924

    - рід Pecari (Reichenbach 1835)
      - вид Pecari tajacu (Linnaeus 1758)

    - рід †Platygonus (Leconte 1848)
      - вид †Platygonus bicalcaratus (Cope 1892)
      - вид †Platygonus brachirostris (Shotwell 1956)
      - вид †Platygonus compressus (Leconte 1848)
      - вид †Platygonus intermedius (Gidley 1920)
      - вид †Platygonus oregonensis (Colbert 1938)
      - вид †Platygonus pearcei (Gazin 1938)
      - вид †Platygonus vetus (Leidy 1882)

    - рід Tayassu (Fischer 1814)
      - вид †Tayassu edensis (Frick 1921)
      - вид Tayassu pecari (Link 1795)

    - рід †Thinohyus (Marsh 1875)
      - вид †Thinohyus lentus (Marsh 1875)

## Зображення представників родини

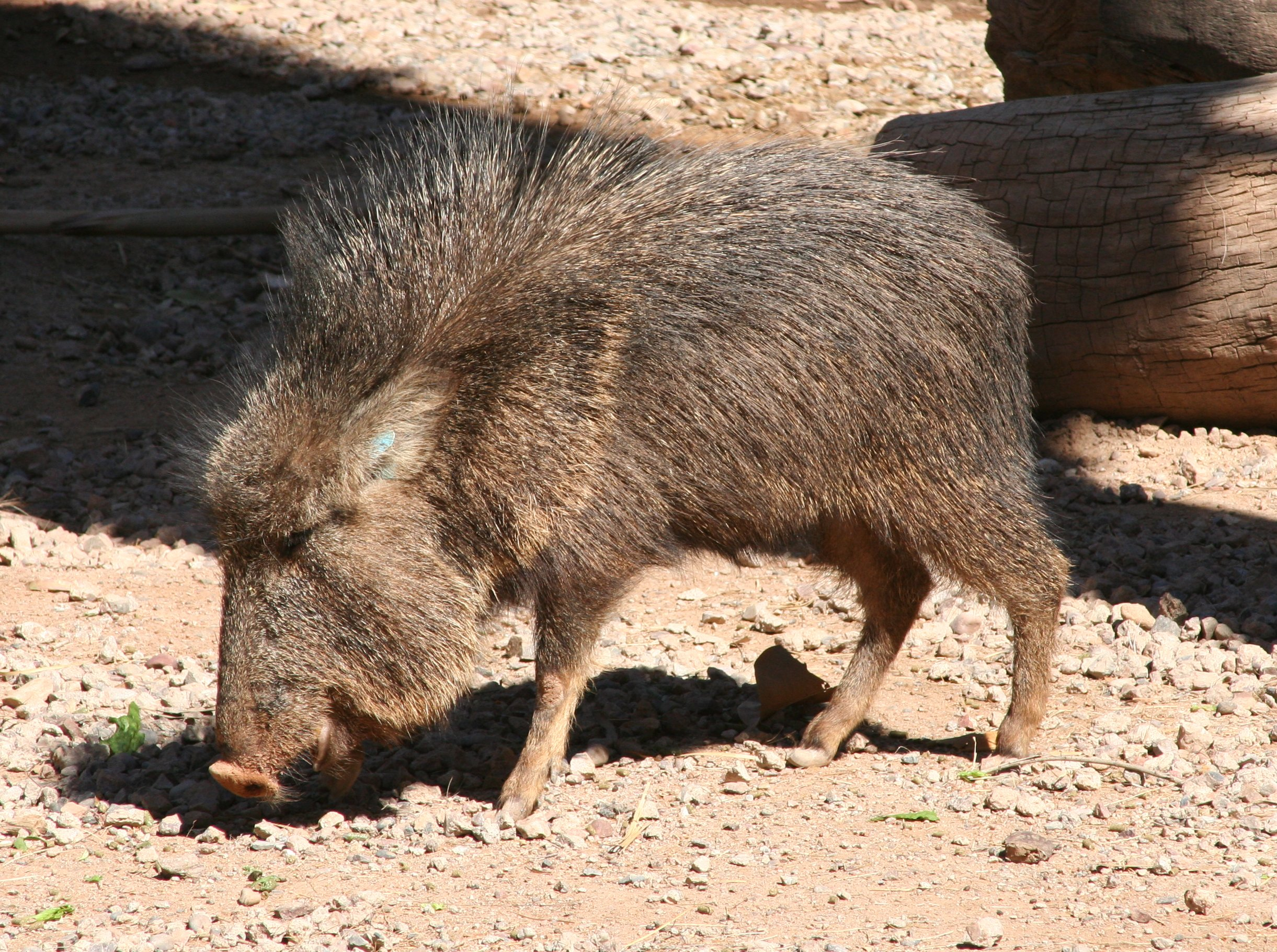
Catagonus wagneri
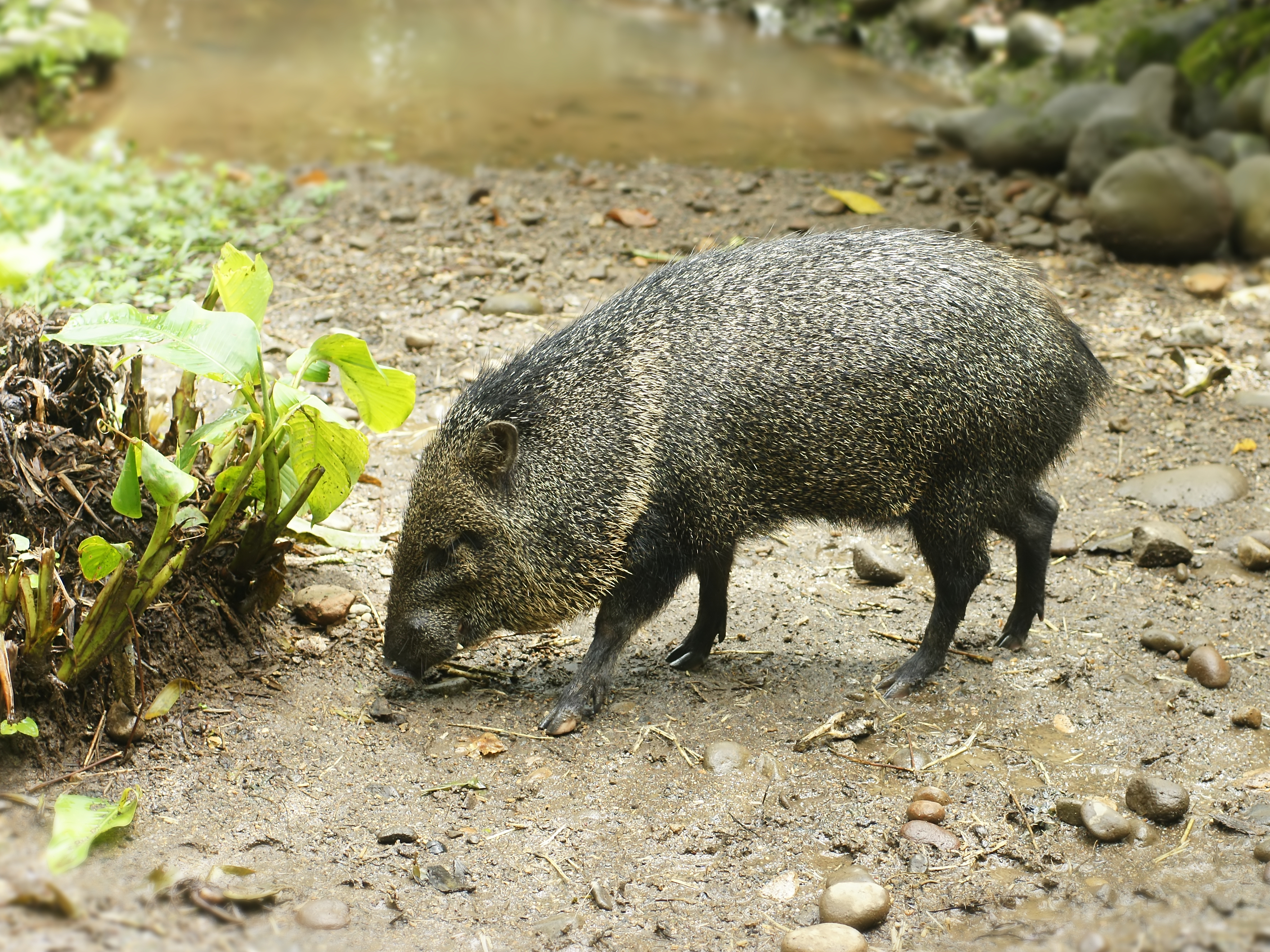
Pecari tajacu
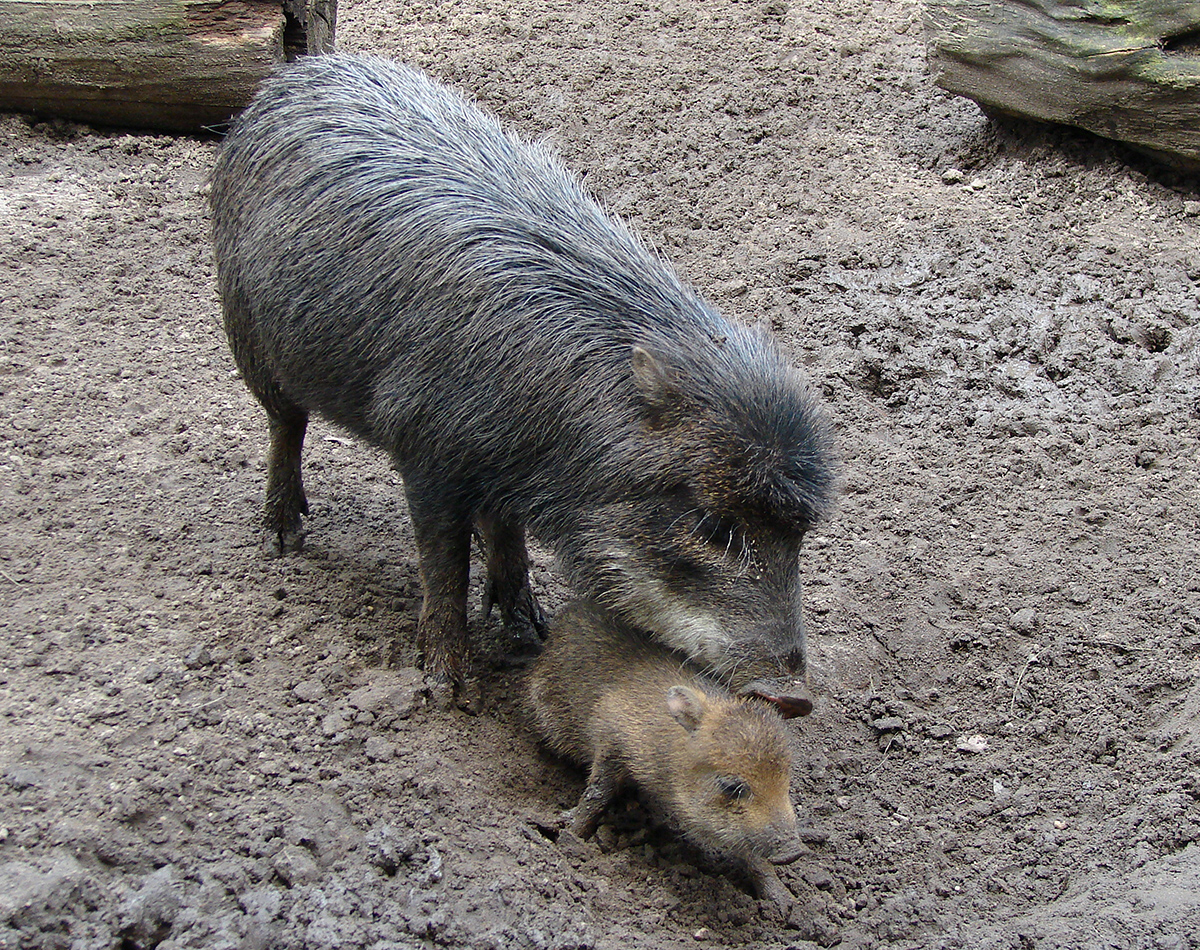
Tayassu pecari